# Teorema di Gauss-Bonnet
Il teorema di Gauss-Bonnet è un importante enunciato della geometria differenziale, che esprime la relazione tra la curvatura di una superficie e la sua topologia espressa dalla caratteristica di Eulero. Prende il nome dai due matematici poiché il primo lo aveva dedotto senza pubblicarlo, il secondo invece ne pubblicò un caso particolare nel 1848.

## Enunciato del teorema
Sia {\displaystyle M} una varietà riemanniana bidimensionale compatta di bordo {\displaystyle \partial M}. Vale la seguente relazione:
{\displaystyle \int _{M}K\,\mathrm {d} A+\int _{\partial M}k_{g}\,\mathrm {d} s=2\pi \chi (M)},
dove:
- {\displaystyle K} è la curvatura gaussiana di ogni punto di {\displaystyle M};
- {\displaystyle k_{g}} è la curvatura geodetica di {\displaystyle \partial M};
- {\displaystyle dA} è l'elemento di area;
- {\displaystyle ds} è l'elemento di linea lungo {\displaystyle \partial M};
- {\displaystyle \chi (M)} è la caratteristica di Eulero di {\displaystyle M}.

### Superficie con bordo liscio a tratti
La formula si può estendere al caso in cui {\displaystyle \partial M} è continuo e derivabile a tratti: in questo caso si calcolano gli integrali per ciascuna porzione liscia, si sommano i risultati ottenuti e si aggiungono gli angoli di rotazione di ogni porzione liscia rispetto alla precedente.

### Superfici senza bordo
Per superfici compatte senza bordo, il secondo addendo a sinistra è nullo e il teorema diventa:
{\displaystyle \int _{M}K\,\mathrm {d} A=2\pi \chi (M)},
ovvero la curvatura gaussiana totale è uguale a {\displaystyle 2\pi } volte la caratteristica di Eulero.
Poiché la caratteristica di Eulero è invariante per omeomorfismi, una deformazione continua della superficie comporta una variazione locale della curvatura gaussiana, ma tali variazioni nel loro complesso si annullano, mantenendo invariata la curvatura totale.
Ad esempio, il toro ha caratteristica di Eulero nulla, per cui tale è anche la sua curvatura totale: segue che il toro non può avere curvatura ovunque positiva o ovunque negativa.

## Somma degli angoli di un triangolo
Su una varietà riemanniana, un triangolo {\displaystyle T} è rappresentato dalla parte di superficie racchiusa da tre geodetiche e possiede pertanto un bordo liscio a tratti. La caratteristica di Eulero del triangolo vale 1, mentre la curvatura delle geodetiche è nulla per definizione. Il teorema diventa allora:
{\displaystyle \int _{T}K\,\mathrm {d} A+\sum _{i=1}^{3}\theta _{i}=\int _{T}K\,\mathrm {d} A+\sum _{i=1}^{3}(\pi -\alpha _{i})=2\pi \chi (T)=2\pi },
dove {\displaystyle \theta _{i}} rappresentano gli angoli di rotazione delle tre geodetiche e {\displaystyle \alpha _{i}=\pi -\theta _{i}} i corrispondenti angoli interni del triangolo.
Si ha allora:
{\displaystyle \sum _{i=1}^{3}\alpha _{i}=\pi +\int _{T}K\,\mathrm {d} A},
ovvero la somma degli angoli interni di un triangolo è uguale a {\displaystyle \pi } più la curvatura totale racchiusa dal triangolo. Nel caso del piano, la curvatura gaussiana vale zero e la somma è pari all'angolo piatto.
Per una sfera di raggio {\displaystyle R} la curvatura gaussiana vale {\displaystyle {\frac {1}{R^{2}}}} in ogni punto e la curvatura totale è {\displaystyle {\frac {A_{T}}{R^{2}}}}, dove {\displaystyle A_{T}} è l'area del triangolo. Detto {\displaystyle \Omega _{T}}, l'angolo solido racchiuso dal triangolo, abbiamo
{\displaystyle \sum _{i=1}^{3}\alpha _{i}=\pi +{\frac {A_{T}}{R^{2}}}=\pi +{\frac {\Omega _{T}R^{2}}{R^{2}}}=\pi +\Omega _{T}},
Cioè la somma degli angoli del triangolo è pari ad un angolo piatto più l'angolo solido racchiuso dal triangolo stesso.